# 신강근

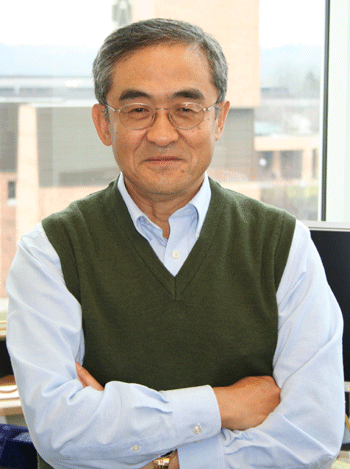

신강근(1946년~)은 미시간 대학교 전기컴퓨터공학과의 교수이자 이화여자대학교 컴퓨터공학과의 석좌교수이다. 1982년 미국의 미시간대학교 컴퓨터공학과 교수가 되었고 실시간 컴퓨팅 연구실(Real-Time Computing Laboratory, RTLC )의 창립이사이다. 그는 그의 연구분야인 무선 네트워킹과 네트워크 보안에 대한 기여로 잘 알려져 있다. 2006년 제16회 호암상 공학상 수상자다.

## 연구 분야
신강근 교수는 실생활 애플리케이션에 결과를 적용하는 여러 연구 프로젝트를 진행 중이다.
연구 분야:
- 무선 네트워킹
- 네트워크 보안과 계산
- 사이버 물리적 시스템
- 가상화 기반 서버 통합 및 자원 관리